# Kill the Messenger
Kill the Messenger is een Amerikaanse thriller uit 2014 die geregisseerd werd door Michael Cuesta. De film vertelt het waargebeurde levensverhaal van journalist Gary Webb, die in de jaren 1990 de inlichtingendienst CIA beschuldigde van drugshandel. De hoofdrollen worden vertolkt door Jeremy Renner, Rosemarie DeWitt, Mary Elizabeth Winstead, Oliver Platt en Ray Liotta.

## Verhaal
Gary Webb werkt midden jaren 1990 als journalist voor de krant San Jose Mercury News. Op een dag wordt hij gecontacteerd door Coral Baca, de vriendin van een drugshandelaar die op het punt staat veroordeeld te worden. Ze wil dat Webb haar helpt en bezorgt hem documenten waaruit blijkt dat Danilo Blandon, een Nicaraguaanse drugshandelaar, samenwerkt met de inlichtingendienst CIA. Webb brengt vervolgens een bezoek aan Rick Ross, een veroordeelde drugsdealer uit Los Angeles die in de jaren 1980 schatrijk werd met het verkopen van crack die door Blandon geleverd werd. 
Webb wil de mysterieuze link tussen de overheid en de drugsdealers onderzoeken en krijgt van zijn redactie de toestemming om naar Nicaragua te vliegen, waar hij in een gevangenis drugsbaron Norwin Meneses ontmoet. Webb verzamelt getuigenissen die aantonen dat Nicaraguaanse rebellen in de jaren 1980 drugs smokkelden met de hulp van de CIA en dat de opbrengst gebruikt werd om stiekem de Contra's te steunen. Ondanks het advies van ambtenaar Fred Weil om de zaak te laten rusten, giet Webb alle informatie in een reeks artikels die in 1996 onder de noemer "Dark Alliance" gepubliceerd worden door zijn krant.
Aanvankelijk wordt Webb door de media als een held beschouwd, maar al snel komt er ook kritiek op zijn werk. Vooraanstaande kranten als The New York Times en The Washington Post trekken zijn onderzoek en integriteit in twijfel. Webb, die het gevoel heeft dat hij bespioneerd wordt en dat de overheid achter de tegen hem gevoerde lastercampagne zit, ziet bovendien zijn huwelijk uit elkaar vallen wanneer aan het licht komt dat hij in het verleden overspel heeft gepleegd. Als een gevolg van de mediastorm wordt Webb door eindredacteur Jerry Ceppos naar een onbelangrijke, regionale afdeling van de krant overgeplaatst en door zijn eigen werkgever in twijfel getrokken.
Uiteindelijk besluit Webb zijn ontslag in te dienen. De film eindigt met de boodschap dat hij in 2004 zelfmoord pleegde. 

## Rolverdeling
| Acteur                  | Personage           |
| ----------------------- | ------------------- |
| Jeremy Renner           | Gary Webb           |
| Rosemarie DeWitt        | Susan Webb          |
| Matt Lintz              | Eric Webb           |
| Ray Liotta              | John Cullen         |
| Tim Blake Nelson        | Alan Fenster        |
| Barry Pepper            | Russell Dodson      |
| Mary Elizabeth Winstead | Anna Simons         |
| Oliver Platt            | Jerry Ceppos        |
| Michael Sheen           | Fred Weil           |
| Andy García             | Norwin Meneses      |
| Paz Vega                | Coral Baca          |
| Michael K. Williams     | "Freeway" Rick Ross |
| Yul Vazquez             | Danilo Blandon      |
| Robert Patrick          | Ronny Quail         |
| Richard Schiff          | Walter Pincus       |

## Achtergrond
Gary Webb schreef in de jaren 1990 onder de titel "Dark Alliance" een reeks artikels waarin hij een link aantoonde tussen de inlichtingendienst CIA, de Nicaraguaanse Contra's en de opkomst van crack in Amerikaanse steden. Na de publicatie van artikels kwam hij onder vuur te liggen. Vooraanstaande kranten als The New York Times en The Washington Post haalden heel wat van zijn  beweringen en bewijzen onderuit. Ook Webbs eigen werkgever, San Jose Mercury News, startte een onderzoek op om de verklaringen van de journalist te controleren. 
Tot op heden bestaat er geen duidelijkheid over het waarheidsgehalte van de "Dark Alliance"-artikels. Critici beweren dat Webb tijdens zijn onderzoek veel fouten maakte en niet over bewijzen beschikte voor de cruciale elementen uit zijn verhaal. Los Angeles Weekly-journalist Nick Schou daarentegen schreef in 2013 dat uit een CIA-rapport bleek dat de inlichtingendienst een decennium lang een drugshandel met criminelen als Danilo Blandon had verzwegen.
Na zijn ontslag gebruikte Webb de "Dark Alliance"-artikels en zijn eigen ervaringen als basis voor het boek Dark Alliance: The CIA, the Contras, and the Crack Cocaine Explosion. In 2006 schreef Schou met Kill the Messenger: How the CIA's Crack-cocaine Controversy Destroyed Journalist Gary Webb eveneens een boek over de zaak. Beide boeken werden later door scenarist Peter Landesman omgevormd tot het filmscenario voor Kill the Messenger.